# 孙晋良
孙晋良（1946年1月—），上海人，中国材料学家，中国工程院院士。

## 生平
1968年毕业于上海科学技术大学化学系有机化学专业，1997年当选中国工程院环境与轻纺工程学部院士，上海大学教授。
他主持研究的新型复合材料增强骨架-聚丙烯腈预氧化纤维整体毡获国家发明三等奖。主持的碳/碳复合材料领域的研究三次获国家科技进步二等奖。2008年6月获得中国工程科技领域的“光华奖”。

## 头衔
- 上海市纺织科学研究院副院长
- 国家教育部工程研究中心主任
- 上海大学复合材料研究中心主任
- 上海大学纳米科学与技术研究中心主任